# Some Kind of Trouble
Some Kind of Trouble reprezintă cel de-al treilea album al lui James Blunt. Albumul a fost lansat pe 8 noiembrie 2010. Albumul a debutat pe locul 4 în UK Albums Chart, cu vânzări de 100.000 de copii în prima săptămână de la lansare. În Billboard 200, albumul a debutat pe locul 11, cu vânzări de 26.000 de copii. De asemenea, albumul a vândut peste 1.000.000 de copii în toată lumea.

## Track-listing[4]
1. "Stay The Night" (Blunt, Robson, Tedder, Marley) – 3:36
2. "Dangerous" (Blunt, Robson) – 3:10
3. "Best Laid Plans" (Blunt, Hector, Robson) – 3:30
4. "So Far Gone" (Blunt, Robson, Tedder) – 3:34
5. "No Tears" (Blunt, Hector, Robson) – 3:50
6. "Superstar" (Blunt, Kurstin) – 3:49
7. "These Are the Words" (Blunt, Hector, Robson) – 3:23
8. "Calling Out Your Name" (Blunt, Hector, Robson) – 3:24
9. "Heart of Gold" (Blunt, Robson) – 3:31
10. "I'll Be Your Man" (Blunt, Kevin Griffin) – 3:37
11. "If Time Is All I Have" (Blunt, White) – 3:25
12. "Turn Me On" (Blunt, White) – 2:29

### Bonus Tracks
1. "There She Goes Again"
2. "Into The Dark"
3. "Stay The Night" (Fred Falke Remix)
4. "Dangerous" (Deniz Koyu & Johan Wedel Remix)

## Clasament

### Clasament săptămânal
| Clasament (2010)            | Poziție vârf | Certificație | Vânzări  |
| --------------------------- | ------------ | ------------ | -------- |
| Australian Albums Chart     | 5            | Platină      | 70,000   |
| European Top 100 Albums     | 2            |              |          |
| Finland's Official List     | 9            |              |          |
| French Digital Albums Chart | 1            |              | 2,600    |
| French Albums Chart         | 3            | 2x Platină   | 200,000+ |
| German Albums Chart         | 2            | Platină      | 200,000  |
| German Downloads Chart      | 1            | Platină      | 200,000  |
| Italian Albums Chart        | 7            | Aur          | 30,000   |
| Polish Albums Chart         | 14           | Aur          | 10,000   |
| Swiss Albums Chart          | 1            | Platină      | 30,000   |
| UK Albums Chart             | 4            | Platină      | 300,000+ |
| US Billboard 200            | 11           |              |          |

## Some Kind of Trouble: Revisited

### Some Kind of Trouble: Revisitedbonus DVD
Live in Paleo
1. "So Far Gone"
2. "Dangerous"
3. "Billy"
4. "Wisemen"
5. "Carry You Home"
6. "These Are the Words"
7. "I'll Take Everything"
8. "Out of My Mind"
9. "Goodbye My Lover"
10. "High"
11. "Same Mistake"
12. "Turn Me On"
13. "Superstar"
14. "You're Beautiful"
15. "So Long, Jimmy"
16. "I'll Be Your Man"
17. "Stay the Night"
18. "1973"

Music videos
1. "Stay the Night"
2. "So Far Gone"
3. "If Time Is All I Have"
4. "I'll Be Your Man"
5. "Dangerous"